# Ángel González Álvarez
Ángel González Álvarez (Magaz de Cepeda, Lleó, 11 d'agost de 1916 – Madrid, 29 de juny de 1991) va ser un filòsof espanyol i professor de metafísica que va desenvolupar la seva activitat a l'Argentina i Espanya. Va ser Secretari General del CSIC de 1967 a 1973, Rector de la Universitat Complutense de 1973 a 1977 i acadèmic de la Reial Acadèmia de Ciències Morals i Polítiques.

## Biografia
Va estudiar batxillerat en l'Institut d'Ensenyament Mitjà de Ponferrada i magisteri a l'Escola Normal de Lleó. Després de la guerra civil espanyola, va realitzar els cursos de comuns en la Facultat de Filosofia i Lletres en la Universitat de Valladolid, i l'especialitat de filosofia en la Universitat de Madrid. Es va doctorar en aquesta universitat, amb la tesi El tema de Dios en la filosofía existencial, defensada el 14 de març de 1945 i dirigida per Juan Francisco Yela Utrilla. Va obtenir Premi Extraordinari en la Llicenciatura i en el Doctorat.

## Carrera professional
Va ingressar en el Cos de Catedràtics Numeraris d'Instituts Nacionals d'Ensenyament Mitjà d'Espanya i va iniciar la seva tasca docent com a professor de filosofia a l'Institut de La Corunya, passant més tard al Ramiro de Maeztu de Madrid.
Durant el curs 1944-1945 va entrar a la Universitat de Madrid com a ajudant de lògica, i el 1946 va obtenir la Càtedra de Metafísica de la Universitat de Múrcia. Tres anys més tard es va desplaçar a l'Argentina, on va col·laborar en la fundació i desenvolupament de l'Institut de Cultura Hispànica, va exercir com a professor de Metafísica de la Universitat de Cuyo (Mendoza), va ser Director de l'Institut de Filosofia de Disciplines Auxiliars en aquesta última Universitat entre 1948 i 1953. El 1950 va fundar i va presidir la Societat Cuiana de Filosofia.
En 1954 va obtenir la càtedra de Metafísica (Ontologia i Teodicea) de la Universitat de Madrid, que va ocupar fins a la seva jubilació el 1985. Va ocupar nombrosos càrrecs: Secretari de la Facultat de Filosofia i Lletres (1957-62), Director General d'Ensenyament Mitjà (1962-1967), President dels patronats Ramon Llull i Menéndez Pelayo del Consell Superior d'Investigacions Científiques (1964-67), Secretari General del CSIC (1967-1973), Rector de la Universitat Complutense (1973-1977). Va ser també director de l'Institut Luis Vives de Filosofia del CSIC, vicedirector de la revista Arbor i director de la Biblioteca Hispànica de Filosofia publicada per l'editorial Gredos. L'11 de novembre de 1959 va ingressar en la Reial Acadèmia de Ciències Morals i Polítiques. També va ser Procurador en Corts i Conseller del Banc de Crèdit a la Construcció. En 1963 va impulsar la Primera Convivència Espanyola de Filòsofs Joves.
En 1966 va rebre la Gran Creu de l'Orde Civil d'Alfons X el Savi. En 1973 va rebre la distinció de "Lleonès de l'any", atorgada per la cadena SER. Va ser un dels 12 consellers reials, en els anys de la Transició.
Va morir en 1991 després d'una malaltia que el va mantenir allunyat de l'activitat intel·lectual.

## Obres
- Historia de la Filosofía en cuadros esquemáticos, EPESA, Madrid 1946 (7ª edición: Madrid 1972).
- Introducción a la Metafísica, Universidad Nacional de Cuyo 1951, 393 págs. (2ª ed. Editorial Escuela Española, Madrid 1955).
- Filosofía de la educación, Universidad Nacional de Cuyo 1952, 250 págs.
- Introducción a la filosofía, EPESA, Madrid 1953, 355 págs.
- Manual de historia de la filosofía, Gredos, Madrid 1957, 2 vols.
- "El problema de la finitud". Discurso d'ingreso en la Real Academia de Ciencias Morales y Políticas. Contestación de Juan Zaragüeta, Madrid 1959, 38 págs.
- Tratado de Metafísica. Ontología, Gredos, Madrid 1961, 456 págs.
- Tratado de Metafísica. Teología natural, Gredos, Madrid 1961, 550 págs.
- Juan Pablo II y el humanismo cristiano, Fundación Universitaria Española, Madrid 1982, 368 págs.